# Tencent Tower
La Tencent Tower ou Tencent Building (腾讯大厦) est un gratte-ciel de 193 mètres de hauteur construit à Shenzhen en 2009. Il abrite sur 37 étages des bureaux de la société chinoise de haute technologie Tencent Holdings. 
L'architecte de l'immeuble est la société CCDI Group